# Michele Arcari
Pour les articles homonymes, voir Arcari.
Michele Arcari (né le 27 juin 1978 à Crémone, en Lombardie) est un footballeur italien. Il évolue au poste de gardien de but au Brescia Calcio.

## Biographie
Dans la saison 2011/2012 Il obtient le record d'invaincu par 810 minutes, record soit pour la deuxième série italienne, soit pour la même saison en Europe. 
Il est surnommé Polype.